# Никос Галис
Никос Галис (грч. Νίκος Γκάλης; Јунион Сити, 23. јул 1957) бивши је грчки кошаркаш. Један је од најбољих грчких кошаркаша свих времена. Члан је ФИБА Куће славних и уврштен је у 50 особа које су највише допринеле Евролиги.

## Каријера
Рођен је у Јунион Ситију у Сједињеним Државама, где је његова породица емигрирала. Студирао је на универзитету Сетон Хал (1975–1979). Одабран је на НБА драфту 1979. године као 68. избор од стране Бостон Селтикса али никад није заиграо у НБА лиги.
Упркос великом интересовању Олимпијакоса и Панатинаикоса, Галис је одлучио да потпише за Арис. За 14 година играња у Грчкој (12 у Арису, и 2 за Панатинаикос), Галис је био 11 пута најбољи стрелац грчког првенства, сваки пут у Арисовом дресу, а најмањи просек поена у 12 солунских сезона био му је 22,5 и то у последњој сезони.
Са репрезентацијом Грчке, освојио је златну медаљу на Европском првенству 1987. и сребрну на Европском првенству 1989.